# شيا جين
شيا جين (بالصينية: 夏金) هو لاعب كرة قدم صيني في مركز الدفاع، ولد في 14 فبراير 1985 في تشونغتشينغ في الصين. لعب مع نادي تشونغتشينغ ليانغجيانغ.

## وصلات خارجية
- شيا جين على موقع قاعدة بيانات كرة القدم.إي يو (الإنجليزية)
- شيا جين على موقع Soccerway.com (الإنجليزية)